# Alexis Bouvard

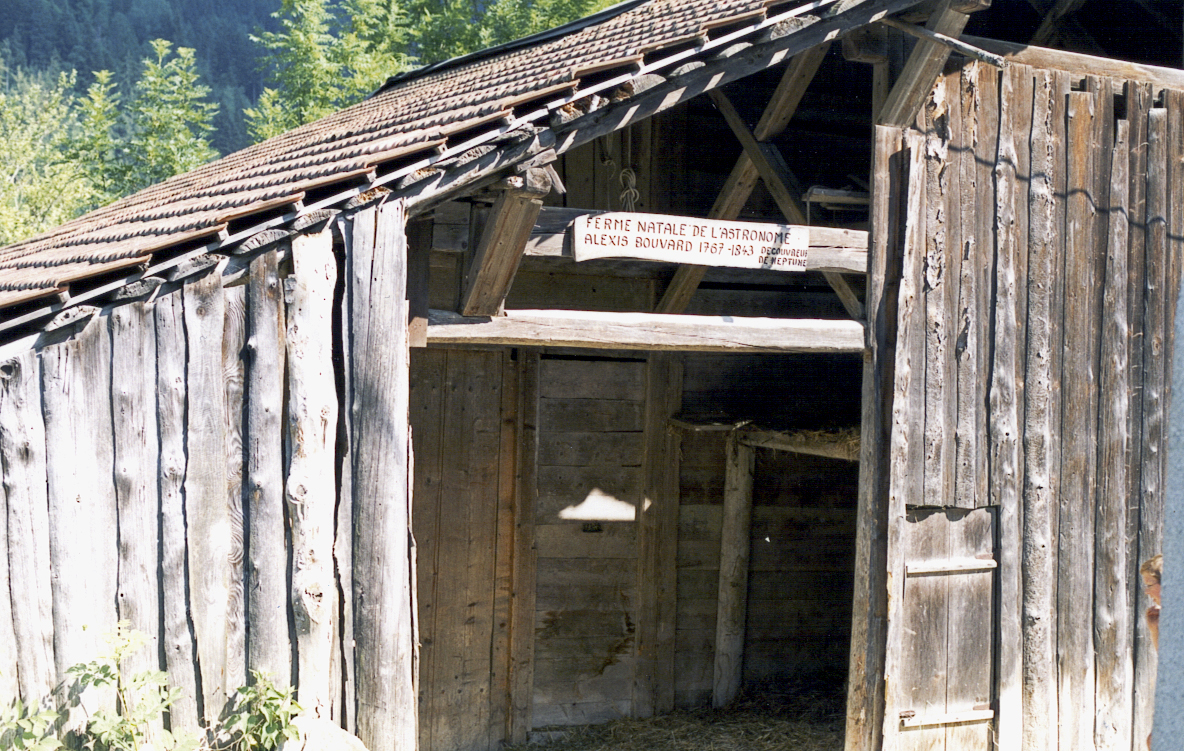
Ferma natală a lui Alexis Bouvard la Contamines-Montjoie

Alexis Bouvard (n. la Contamines-Montjoie, Haute-Savoie, 27 iunie 1767 – d. la Paris, 7 iunie 1843) a fost un astronom francez.
Printre lucrările cele mai semnificative ale lui Alexis Bouvard figurează descoperirea unui număr de opt comete, precum și compilarea unor tabele astronomice pentru Jupiter, Saturn și Uranus. Primele două s-au dovedit relativ exacte, în timp ce în tabela privitoare la Uranus au apărut anomalii importante în timpul observațiilor care au urmat. Acest fapt l-a condus pe Bouvard să emită ipoteza că o a opta planetă (numită în epocă „planetă perturbatoare”) ar putea să fie la originea perturbațiilor orbitei lui Uranus. După moartea sa, poziția acestei planete, Neptun a fost calculată de John Couch Adams și Urbain Le Verrier.
Bouvard a început să studieze astronomia la Observatorul Astronomic din Paris, din 1793, sub îndrumarea lui Pierre-Simon Laplace, a fost director al Observatorului din Paris în perioada 1822 - 1843, precum și  și membru al Biroului Longitudinilor. A fost ales membru al Academiei de Științe din Franța în 1803, al Academiei din Savoie în 1820 și membru străin al Royal Society în 1826.
În 1970, Uniunea Astronomică Internațională i-a dat numele lui unei văi de pe Lună, „Vallis Bouvard”.